# Prudence Halliwell

Prudence "Prue" Halliwell (fiktivni lik Wb-ove tv serije Čarobnice, a glumi ju Shannen Doherty) je rođena 28. listopada 1970.g. u San Franciscu, California. Najstarije je dijete Patty Halliwell, vještice i Victora Bennetta, smrtnika. Kao vještica, Prue je razvila magične moći telekineze s kojima može pomicati predmete snagom uma. Kasnije je razvila moć astralne projekcije.

## Životopis
U srednjoj školi Prue je bila odlična učenica, veoma popularna, predsjednica učeničkog vijeća i navijačica. U nekom pogledu je postala buntovna, ali to ju nije spriječilo da se brine za svoju obitelj i da bude odgovorna. Kada je bila mlada željela je biti profesionalani fotograf.
Kada su otišle na koledž, Piper i Prue su se doselile u zajednički stan u North Beachu. Prue je studirala povijest i bila je odgovorna,ali i istovremeno popularna te je hodala s kapetanom nogometne ekipe(koji je kasnije postao poludemon), Tomom. Kasnije je bila zaručena sa sa svojim šefom Rogerom te je zamolila Piper da joj bude kuma. No on se potajno nabacivao Phoebe i tvrdio da ona njega proganja pa ga je Prue ostavila.

## Moći
Prue posjeduje moć telekineze (pomicanje predmeta snagom uma). To je isprva radila očima; kasnije je naučila pomicati predmete umom koristeći pokret ruke. Kasnije razvija moć astralne projekcije, tj. da njena duša u tjelesnom obliku prelazi iz tijela na određeno mjesto,s tim da njeno pravo tijelo u tom trenu gubi svijest. To joj je trebalo kad je željela biti na dva mjesta istovremeno. No u astralnom obliku ne može koristiti telekinezu. Iako se do nedavno činilo da njene telekinetičke moći nemaju nedostatke ipak se s vremenom dokazalo da imaju. Naime ona može podići predmete samo do oko 180 kg težine. Također njene moći ovise o njenim emocijama te postaju jače kad je ona npr. ljuta.

## Ljubavni život
Njena najveća ljubav je bio Andy Trudeau; policajac i prijatelj iz djetinjstva koji je u nju oduvijek bio zaljubljen. On je uvijek pomagao sestrama, no nažalost je poginuo kako bi zaštitio Prue, što ju je bacilo u veliku emotivnu krizu. Hodala je i s Tomom, kasnije poludemonom kojeg su morale uništiti te i s Rogerom s kojim je prekinula zaruke nakon što se on spetljao s Phoebe.

## Život kao Čarobnica
Prue je uvijek imala problem s istovremenim održavanjem uspješnog poslovnog života i onog kao Čarobnica. Većinu vremena je posvetila usavršavanju svojih moći kako bi postala nešto kao "supervještica". To je vjerojatno posljedica toga što je još kao mala, nakon smrti majke,preuzela brige za svoje mlađe sestre te se uvijek prepirala s Phoebe koju je smatrala strašno neodgovornom. Ona je smatrana uspješnom vješticom čak i nakon smrti kada je Piper neprestano osjećala da se mora natjecati s njom.

## Prueina smrt
Prue je u 3 sezoni ubio demon Shax. To je sve bila posljedica tragedije kada se za njihove moći saznalo preko televizije, a jedna pomahnitala žena je upucala Piper. Za nju nije bilo nade, a Prue je bila napadnuta od strane Shaxa. Phoebe, Leo i Cole su tada sklopili dogovor s demonom Tempusom koji može vratiti vrijeme kako bi spasili Prue i Piper. Međutim on ih je prevario prilikom čega Shax je napao Prue i na kraju ju ubio. Iako su pokušavali nije bilo načina da ožive Prue.